# Вдівство

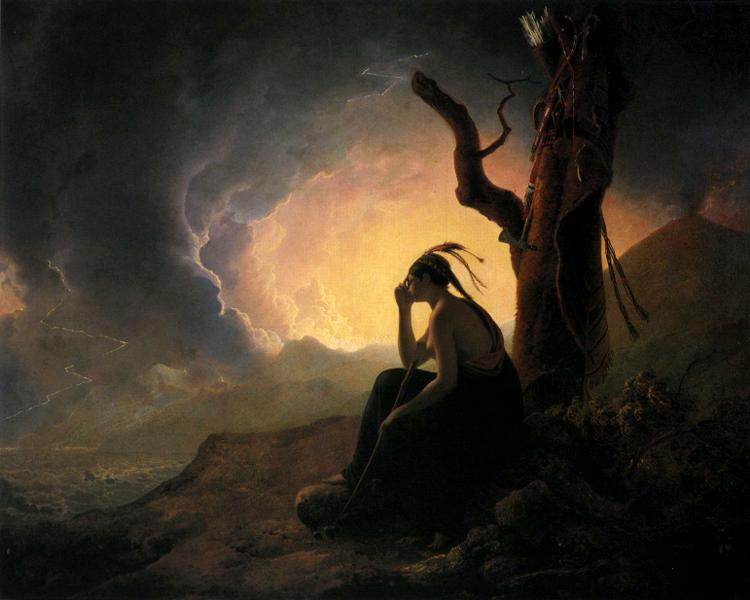
Картина «Індіанська вдова» («Удова індіанського вождя, що стежить за зброєю свого померлого чоловіка»), Джозеф Райт, бл. 1783

Вді́вство (уді́вство) та вдівство́ (удівство́) — нешлюбний стан людини після смерті чоловіка чи дружини. Чоловік у цьому стані називається вдівцем, а жінка — вдовою.

## Історія
Вдівство, безсумнівно, з'явилося незабаром після встановлення інституту шлюбу. Одночасна смерть зустрічається рідко, як правило, одна (один) з подружжя переживає іншого.

### Вдови

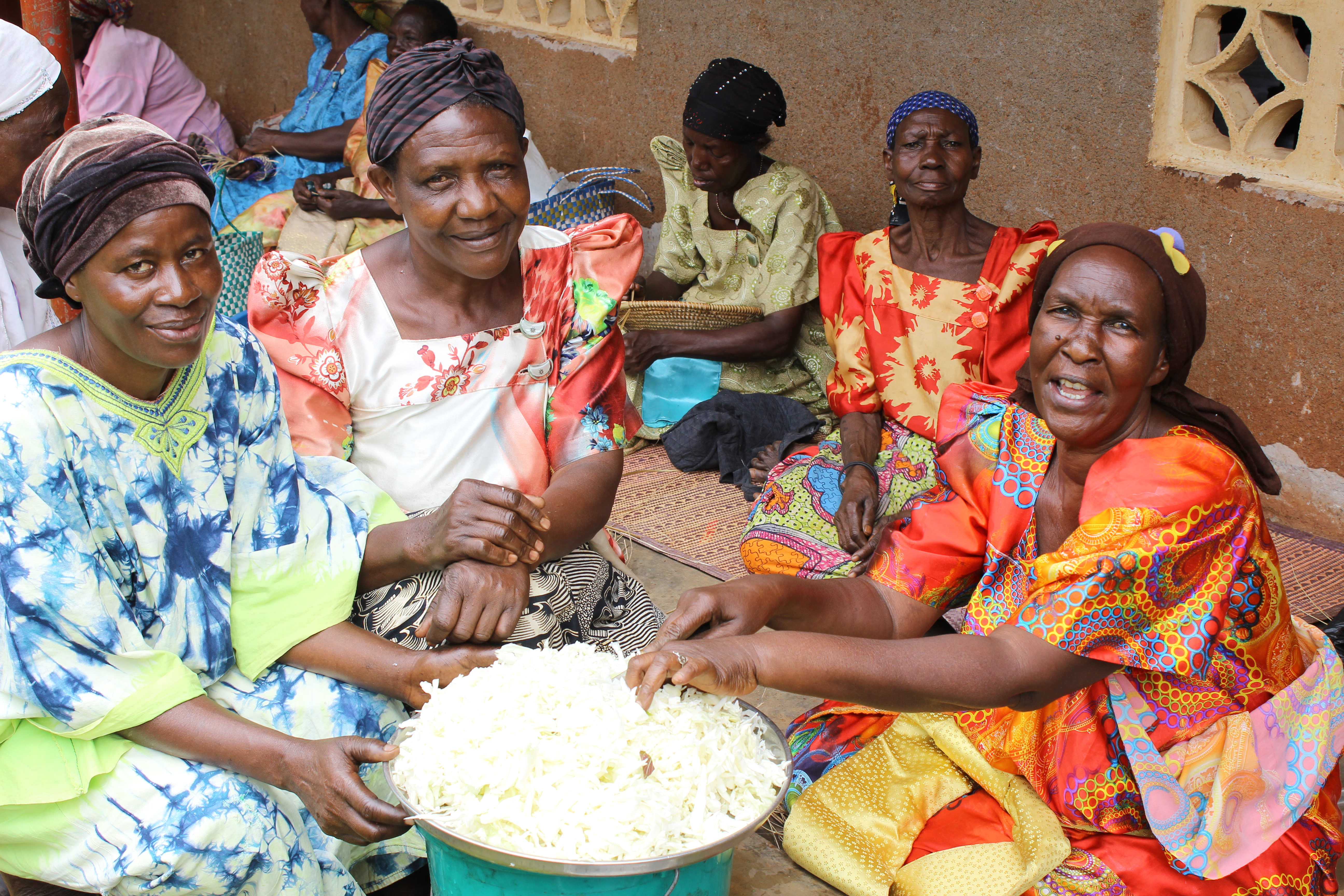
Вдови Уганди підтримують одна одну, разом виробляючи товари та продаючи їх з метою отримання доходу

Після смерті законного чоловіка жінкам традиційно належить носити траур.
У ряду народів існували звичаї, що вимагали від жінки після смерті чоловіка покінчити життя самогубством. В Індії цей ритуал називався саті і виконувався до XIX століття. В Китаї самогубство вдів практикувалося з V по XX століття. Ця традиція мала метою захист вдів від зазіхань сторонніх чоловіків, символізуючи вірність покійному чоловіку. У кочових народів самогубство замінювалося ушкодженням частин тіла.
В інших країнах вдова могла вступати у другий шлюб. Найдавніший приклад цього в давньогрецьких міфах — друге одруження Горгофони (донька Персея). Але шлюб часто був примусовим: так, Старий Завіт приписував вдовам одружуватися з родичами померлих чоловіків (див. левірат).
Патріархальне суспільство законодавчо охороняло права вдів. Про це йдеться в Першому посланні до Тимофія, в якому обов'язок підтримувати вдів покладалася на їхніх родичів і церковну громаду. Останні також повинні були сприяти новим шлюбам вдів. В азійських країнах громаді і родичам належало утримувати вдів (казахські «Сім постанов» хана Тауке). 
За відсутності ковертюри, яка позбавляла одружених жінок правоздатності і, внаслідок цього, більшості законних прав, вдови нерідко мали більше прав, ніж жінки у шлюбі.

### Вдівці
Поведінка вдівців, як правило, не регламентувалась, за винятком терміну трауру, який, зазвичай, був удвічі меншим, ніж у вдів.